# Gagarin-Pokal

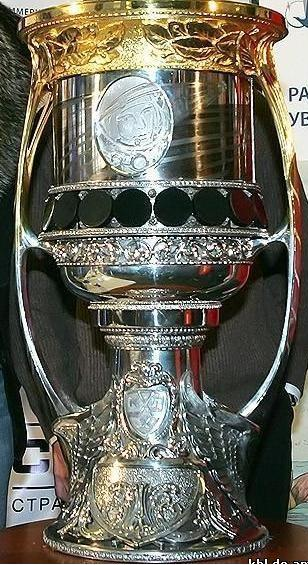
Der nach Juri Gagarin benannte Gagarin-Pokal

Der Gagarin-Pokal (russisch Кубок Гагарина, Kubok Gagarina) ist die Siegertrophäe der Kontinentalen Hockey-Liga. Der Pokal wurde nach dem sowjetischen Kosmonauten Juri Gagarin benannt und mit der Gründung der KHL zur Saison 2008/09 zum ersten Mal verliehen.
Insgesamt spielen 28 Mannschaften um diesen Pokal, von denen sich 16 nach der Vorrunde für die Play-offs qualifizieren. Die gesamten Play-offs einschließlich der Finalserie werden im Modus Best-of-Seven ausgespielt. Den Gagarin-Pokal erhält der Sieger der Finalrunde der Play-offs.

## Pokalgewinner
| Saison  | Gewinner               | Finalist                 | Serie |
| ------- | ---------------------- | ------------------------ | ----- |
| 2021/22 | HK ZSKA Moskau         | Metallurg Magnitogorsk   | 4:3   |
| 2020/21 | HK Awangard Omsk       | HK ZSKA Moskau           | 4:2   |
| 2018/19 | HK ZSKA Moskau         | HK Awangard Omsk         | 4:0   |
| 2017/18 | Ak Bars Kasan          | HK ZSKA Moskau           | 4:1   |
| 2016/17 | SKA St. Petersburg     | Metallurg Magnitogorsk   | 4:1   |
| 2015/16 | Metallurg Magnitogorsk | HK ZSKA Moskau           | 4:3   |
| 2014/15 | SKA Sankt Petersburg   | Ak Bars Kasan            | 4:1   |
| 2013/14 | Metallurg Magnitogorsk | HC Lev Prag              | 4:3   |
| 2012/13 | HK Dynamo Moskau       | HK Traktor Tscheljabinsk | 4:2   |
| 2011/12 | OHK Dynamo             | HK Awangard Omsk         | 4:3   |
| 2010/11 | Salawat Julajew Ufa    | Atlant Mytischtschi      | 4:1   |
| 2009/10 | Ak Bars Kasan          | HK MWD Balaschicha       | 4:3   |
| 2008/09 | Ak Bars Kasan          | Lokomotive Jaroslawl     | 4:3   |